# Tail Concerto
Tail Concerto (яп. テイルコンチェルト Тэйру Контьэруто) — видеоигра-платформер в жанре приключенческого боевика, разработанная компанией CyberConnect и изданная компанией Bandai для PlayStation.
Действие игры происходит в стимпанк-фэнтэзи мире на небесных островах, населённом антропоморфными собаками и кошками, а сюжет повествует о истории офицера полиции по имени Уэффли Райбрэд и его столкновениям с Бандой Черных Кошек — группой небесных пиратов, целью которой является кража магических кристаллов.
Игра была издана в Японии апреле 1998 года и Франции в декабре того же года компанией Bandai, а английская версия была издана в ноябре 1999 года в Северной Америке компанией Atlus. В игре используются дизайны персонажей и художественные работы манга-художника Нобутэру Юки, а японская версия включает в себя заглавную песню For Little Tail в исполнении певицы Акико Ёсида, записанную до ее дебюта в музыкальном бизнесе.

## Игровой процесс
Tail Concerto является платформером в жанре приключенческого боевика, с трехмерными персонажами и окружениями. Игрок управляет персонажем по имени Уэффли, который пилотирует полу-гуманоидного меха под названием «Полицейский Робо» (англ. Police Robo) имеющий возможности: бегать, прыгать, забираться на уступы и парить в воздухе на короткий период времени. Кроме этого, мех экипирован парой механических рук, которые могут поднимать и кидать различные объекты, а также дальнобойным «пузырьковым бластером», который может как обездвиживать противников, так и наносить урон технике, в которой сидят противники. В игре есть поддержка аналогового геймпада DualShock и его функции обратной связи.
В игре представлено множество уровней, каждый со своими задачами, которые обычно включают в себя ловлю котят с помощью конечностей Полицейского Робо. В конце некоторых этапов происходят битвы с боссами. На некоторых уровнях требуется использование различных средств передвижения — например, вагонеток или реактивного ранца — либо стрельба по противникам с помощью теплонаводящихся ракет. В то время как камера игры в основном статична, игрок может поворачивать и наклонять угол обзора во время определённых сцен.
В Tail Concerto используются элементы ролевых игр, такие как исследование городов и взаимодействие с неигровыми персонажами. На каждом уровне спрятаны свистки, которые дают дополнительные жизни, и коробки, которые содержат кусочки художественных работ, которые после их полного сбора могут быть просмотрёны во внутриигровой галерее. Игрок может выбирать среди трёх уровней сложности, каждый из которых влияет на сложность противников, а внутриигровой прогресс может быть сохранён на карту памяти игровой приставки PlayStation.

## Сюжет
События игры происходят в Королевстве Прерий (англ. Kingdom of Prairie) — левитирующем архипелаге, населённом антропоморфными собаками и кошками, в количестве 50000 и 2000 соответственно. Когда-то давно вражда между этими двумя видами привела к серии долгих конфликтов, в результате которых собаки стали составлять большинство населения королевства. Из-за географии королевства его обитатели в основном перемещаются с помощью воздушных кораблей, а их общество использует паровые технологии и таинственные кристаллы, добытые из руин древней цивилизации.
История рассказывает о молодом псе по имени Уэффли Райбрэд (англ. Waffle Ryebread), который работает в полиции королевства, и сюжет начинается с того что он расследует нарушение общественного порядка, совершённое преступной группировкой, называемой Бандой Черных Кошек (англ. Black Cat Gang) на одном из островов королевства Прерий. В ходе расследования он обнаруживает и одолевает трёх лидеров «Чёрных Кошек», во главе которых находится Алисия Прис (англ. Alicia Pris), с которой Уэффли подружился в детстве. Они оба сразу узнают друг друга, однако Алисия притворяется, что не знает его и сбегает с двумя сёстрами Стэир (англ. Stare) и Флэер (англ. Flare). Уэффли вскоре снова встречает «Чёрных кошек» после того, как они похищают Террию (англ. Terria) — наследную принцессу королевства. Он узнаёт, что они ищут пять особых кристаллов, которые содержат неизвестную, потенциально опасную силу. После разговора со своим дедом Расселом, Уэффли узнает, что кристаллы когда-то служили источником энергии для громадного робота под названием «Железный Гигант» (англ. Iron Gigant), который почти уничтожил Мир много веков назад в Великой войне. Сначала Уэффли думает, что «Чёрные Кошки» хотят оживить гиганта, но позднее он обнаруживает, что банда не знала о назначении кристаллов, а лишь собирала их для Фула (англ. Fool) — финансиста «Чёрных Кошек» и поставщика оружия, который обманул их обещанием отомстить собакам за годы предрассудков. Фул успешно пробуждает Железного Гиганта, используя пять украденных у Уэффли кристаллов, которые он получил раз за разом одолевая «Чёрных кошек», и пятым из которых является кулон Алисии — подарок Уэффли, который достался ему от матери и который он подарил Алисии, когда они оба были детьми. Однако, робот сразу поворачивается против Фула и проглатывает его, а Уэффли с Алисией приходится спасаться бегством. Алисия, желая вернуть кулон, летит навстречу Железному Гиганту, но тот проглатывает и её тоже. Уэффли попадает внутрь гиганта тем же способом, что и двое предыдущих и проделав долгий путь на верхние его уровни ему удается уничтожить ядро огромного робота и перед разрушением последнего, Уэффли забирает с собой Алисию, находящуюся без сознания и спасается с ней. В конце концов, Алисия пробуждается у Уэффли дома, и последний, как и в детстве, даёт ей обратно ее кулон, давая понять, что они всегда будут друзьями, несмотря на то, что находятся по разные стороны закона.

## Озвучка ролей
- Waffle Ryebread[k 1]: Акио Суяма (JP)[12] / Лани Минелла (EN)[11]
- Panta[k 2]: Тарако (JP)[12] / Лани Минелла (EN)[11]
- Alicia Pris[k 3]: Юко Миямура (JP)[12] / Аманда Уайнн-Ли (EN)[11]
- Stare Pris[k 4]: Кумико Нисихара (JP)[12] / Лара Джилл Миллер (EN)[11][a]
- Flare Pris[k 5]: Тиэко Хигути (JP)[12] / Лара Джилл Миллер (EN)[11][a]
- Russell Ryebread[k 6]: Ёсукэ Акимото (JP)[12] / Трэвис (EN)[11]
- Fool[k 7]: Рюсэй Накао (JP)[12] / Эри Росс (EN)[11]
- Princess Terria[k 8]: Маая Сакамото (JP)[12] / Лара Джилл Миллер (EN)[11][a]
- Cyan Garland[k 9]: Рётаро Окиаю (JP)[12] / Джефф Хоббс (EN)[11]
- Chamberlain: Мотому Киёкава (JP)[12] / Эри Росс (EN)[11]
- King Hound III[k 10] Ёсукэ Акимото (JP)[12] / Джефф Хоббс (EN)[11]
- Chief: Мотому Киёкава (JP)[12] / Трэвис (EN)[11]

## Разработка
Разработка игры Tail Concerto началась в 1996 году командой CyberConnect после того как компания была основана. После видимого успеха таких игр как Super Mario 64 для Nintendo 64 и Nights into Dreams... для Sega Saturn, компания сделала предложение издателю Bandai по разработке похожей игры для PlayStation, которое было принято. В игре используются дизайны персонажей и художественные работы манга-художника Нобутэру Юки, а также около 20 минут анимационных роликов, произведённых компанией Astrovision, Inc.. Разработка игры заняла два года, и она была выпущена в апреле 1998 года в Японии, и была показана на Tokyo Game Show 1998 года, где она, по словам обозревателя IGN, «привлекла толпу своим внешним видом и игровым процессом».
Играбельная демоверсия с японским текстом и озвучкой была выпущена в 1998 году в Северной Америке в секции Imports диска, прилагаемого к журналу PlayStation Underground. Хотя компания Bandai of America сначала не подтвердила возможный выход английской версии, она заметила что у игры были «очень хорошие шансы» на то, чтобы выйти на Западе уже в июне 1999 года. При этом, компания выразила озабоченность тем, что разработчики, ответственные за перевод и локализацию игры, могут не успеть закончить проект вовремя, и отметила что «это может быть единственным фактором, из-за которого Tail Concerto может не выйти на этих берегах».
Когда срок отведённый на перевод прошёл, права на издание игры переходили несколько раз между разными американскими компаниями, включая Activision, пока Atlus U.S.A. не анонсировала в июле 1999 года что она выпустит североамериканскую версию Tail Concerto в рамках её стратегии по «расширению внутренней библиотеки путём эклектических приобретений», и что она будет издана к концу сентября. Несмотря на то, что из-за задержек игра не вышла в указанный срок, Atlus позднее сделала заявление на своём сайте, что отгрузка игры продавцам начнётся 3 ноября, и что игрокам стоит ожидать игру в магазинах после этой даты.

### Звук
Музыка Tail Concerto была написана Чикайо Фукудой и Сейзо Накатой, и японская версия включает заглавную песню For Little Tail в исполнении певицы Акико Ёсида, под псевдонимом Kokia. При этом, в английской версии данная песня была заменёна на инструментальный трек. Песня For Little Tail была записана в 1997 году специально для игры, за год до того как Акико дебютировала в музыкальном бизнесе. Исполнительница называла свою песню «иллюзионной», поскольку та не выпускалась ни на одном из альбомов в течение 13 лет, пока не появилась в её сингле «Road to Glory ~Long Journey~» 2010 года. Несмотря на то, что с игрой не выходило отдельного саундтрека, в январе 2015 года был выпущен альбом Tail Concerto Perfect Sound Track, включающий 47 дорожки, и содержащий новую версию песни For Little Tail, исполненную Томоёй Митани. Томоя Митани также исполняла вокал в музыкальной озвучке игр Solatorobo: Red the Hunter и Little Tail Story.

## Отзывы
| Сводный рейтинг    | Сводный рейтинг |
| Агрегатор          | Оценка          |
| ------------------ | --------------- |
| GameRankings       | 72,83 %         |
| Иноязычные издания |                 |
| Издание            | Оценка          |
| Famitsu            | 30 / 40         |
| Game Informer      | 7,75 / 10       |
| GamePro            | [ 8 ]           |
| GameSpot           | 6,9 / 10        |
| IGN                | 7,2 / 10        |

Tail Concerto получила 30 из 40 баллов от редакторов японского журнала Weekly Famitsu, заработав серебряную награду издания, а также среднюю оценку в 77,5 балла от Dengeki PlayStation, исходя из индивидуальных обзоров на 75, 85, 75 и 75 баллов. Игра разошлась в количестве 97 000 экземпляров в Японии, что не соответствовало первоначальным целям CyberConnect и Bandai, и в общей сложности продалась в количестве около 150 000 экземпляров по всему миру.
Игра получила в целом положительный отклик на Западе, получив в среднем 72,83 % общего рейтинга на сайте GameRankings. GameSpot обратил внимание на «приятную и легкую» презентацию игры, назвав ее «идеальным 3D-платформером для геймеров всех возрастов», но в конечном итоге отметил, что ей не хватает сложности и она слишком коротка. Game Informer также назвал ее очаровательной и «милой» с «восхитительно неуклюжими аниме-видеороликами», но при этом игровой процесс был «не слишком сложным или инновационным». Обозреватель IGN счёл Tail Concerto «забавной игрой, которая слишком коротка для собственного блага», обращая внимание на «великолепную графику и звуковые эффекты», но при этом добавив, что она не может предложить ничего интересного игрокам старшего возраста, которым «скорее всего потребуется немного больше сложности чем тут». Веб-сайт также посчитал, что, хотя озвучка диалогов была «очень хорошо выполнена», перевод по ходу развития событий становился «странно неловким», и что некоторые отрывки голосовой озвучки имели тенденцию зачитывать неправильный текст.
1UP.com в 2012 году сравнил игру с фильмами Хаяо Миядзаки, заявив, что «Tail Concerto от CyberConnect2 и её продолжение Solatorobo источают стиль Ghibli, возможно сильнее чем любая другая игра, которую вы можете назвать». Обозреватель сайта уточнил, что серия «похожа на сочетание „Лапуты“ и „Порко Россо“. С серьёзными мыслями, противоречащими их причудливому внешнему виду, эти игры блестяще воплощают сущность режиссерского этоса Хаяо Миядзаки».

## Наследие
Несмотря на низкие продажи оригинальной игры, CyberConnect была заинтересована в создании сиквела уже через год после выхода Tail Concerto. Президент компании Хитоси Мацуяма в 1999 и 2000 годах предложил Bandai идеи по Tail Concerto 2, но оба раза получил отказ, поскольку издатель считал, что франшиза просто невыгодна. В итоге вместо этого CyberConnect сосредоточилась на своей следующей франшизе, .hack. Однако Мацуяма и его коллеги не сдались, ссылаясь на то, что у Tail Concerto есть поклонники по всему миру и верили, что продолжение игры найдёт аудиторию. В 2003 и 2004 годах они заново предложили идею издательству, и Bandai снова отказалась от проекта из-за низких продаж предшественницы.
Несмотря на то, что прямое продолжение игры так и не появилось, CyberConnect и дизайнер персонажей Нобутеру Юки вернулись к миру Tail Concerto в 2005 году, создав персонажа Мамору-кун (яп. まもるくん), талисмана общественной безопасности, впервые появившегося в одноименной программе предупреждения о бедствиях в префектуре Фукуока, распространяемой по электронной почте. Промо-материалы программы писали, что Мамору-кун и его друзья живут в стране Nipon, которая наряду с Королевством Прерий Tail Concerto является частью большого мира под названием Little Tail Bronx. В июне 2007 года компания CyberConnect2 выпустила рекламный материал для новой видеоигры, которая стала духовной наследницей Tail Concerto. Игра была названа Solatorobo: Red the Hunter, её действие происходит в том же мире, и она была выпущена 28 октября 2010 года на приставке Nintendo DS.
В 2014 году была выпущена мобильная игра в той же вселенной, Little Tail Story.

### Комментарии
1. ↑  ワッフル・ライブレッド, Ваффуру Райбурэддо
2. ↑  パンタくん, Панта-кун
3. ↑  アリシア・プリス, Арисиа Пурису
4. ↑  ステア・プリス, Сутэа Пурису
5. ↑  フレア・プリス, Фурэа Пурису
6. ↑  ラッセル・ライブレッド, Рассэру Райбурэддо
7. ↑  フール, Фууру
8. ↑  テリア姫, Тэриа-химэ
9. ↑  シアン・ガーラント, Сиан Га: ранто
10. ↑  ハウンド三世, Хаундо-сансэй

1. 1 2 3  Упомянута в титрах как Карри Гордон Лоури[13].